# Arichanna leucocirra
Arichanna leucocirra là một loài bướm đêm trong họ Geometridae.